# Zadonsk
Zadonsk è una cittadina della Russia europea occidentale, compresa nell'Oblast' di Lipeck e capoluogo del distretto omonimo; sorge sulla sponda sinistra del fiume Don (da cui prende il nome) in prossimità della confluenza con la Teševka, 92 km a sudovest del capoluogo Lipeck.

## Storia
La cittadina nacque nel 1615 intorno alle mura del monastero di Zadonskij; venne dichiarata città nel 1783.
Un personaggio famoso legato alla cittadina è Tichon di Zadonsk, un monaco con fama di taumaturgo che è sepolto nel monastero di Zadonskij; i pellegrinaggi alla sua tomba hanno rappresentato, nei decenni passati, una discreta fonte di prosperità per la cittadina.

## Società

### Evoluzione demografica
Fonte: mojgorod.ru
- 1897: 8.300
- 1939: 6.900
- 1959: 8.100
- 1970: 9.200
- 1989: 11.200
- 2002: 10.500
- 2006: 10.300